# Museu Nelson-Atkins

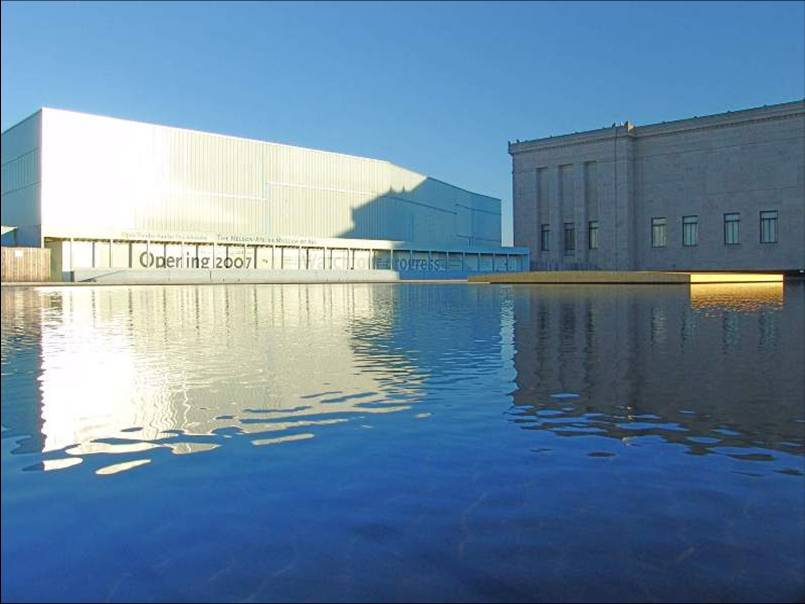
El museu amb el nou afegit

El Museu Nelson-Atkins (anglès: Nelson-Atkins Museum of Art) és el principal museu d'art de Kansas City (Missouri), als Estats Units. Deu el seu nom als seus dos principals impulsors: el magnat de premsa William R. Nelson i Mary Atkins, una antiga mestra d'escola aficionada a les arts. La institució va néixer com a tal el 1927 i alberga actualment unes 33.500 peces. Des de 2010, Julián Zugazagoitia és el director del museu.

## Història
A principis de la dècada de 1880, William Rockhill Nelson es va instal·lar a Kansas City i el seu diari, The Kansas City Star, es va convertir en el més influent de la regió. Nelson, al marge de la seva vida empresarial, tenia preocupacions cíviques i culturals, i quan va conèixer la ciutat va opinar amb desgrat que era molt vulgar i que mereixia un canvi.

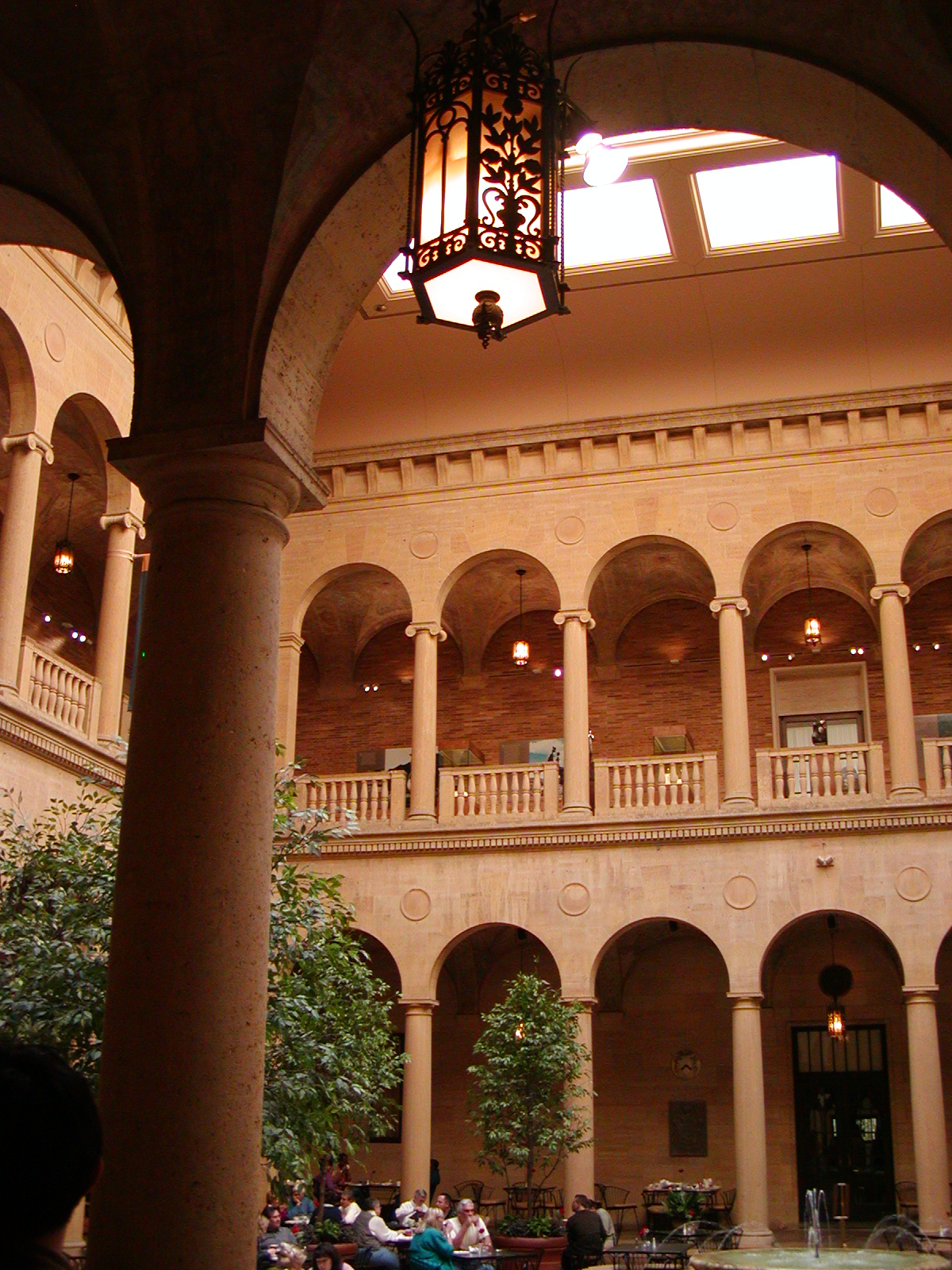
Pati a l'edifici antic del museu.

El magnat va promoure millores urbanístiques de pavimentació i jardineria a Kansas City. A més, com a admirador de l'arquitectura i les arts d'Europa, tenia entre els seus projectes un museu per a la ciutat. Va morir el 1915, i en el seu testament va ordenar que els seus béns es fessin servir en la formació d'una col·lecció d'art. En pocs anys van morir la seva vídua, la seva única filla i el marit d'aquesta, per la qual cosa el 1927, es va unir al llegat Nelson la residència familiar de Oak Hall, amb unes 20 hectàrees de terreny, on es va pensar erigir el museu desitjat per William R. Nelson.
En paral·lel a aquests fets, una altra resident de Kansas City, Mary McAfee, exmestra d'escola i esposa de l'empresari James B. Atkins, va enviduar i amb l'herència del seu marit va emprendre vuit viatges a Europa, visitant París, Londres i Dresden. El seu interès per l'art i el desig d'ajudar a la ciutat li van portar a deixar en el seu testament 300.000 dòlars (suma molt elevada en l'època) per erigir un museu. El 1927, aquest capital, gràcies a la prudent gestió d'un fideïcomís, va créixer fins al doble.
El 1927, un acord entre els fideïcomisos dels llegats Nelson i Atkins-McAfee va portar a unir-los per a la formació d'un únic museu. La dotació econòmica, gràcies a aquesta aliança, va arribar fins a l'enorme xifra de 3 milions de dòlars.
La construcció de l'actual Museu Nelson-Atkins va arrencar el juliol de 1930, amb traces de gust neoclàssic dels germans arquitectes Thomas i William Wight. Les obres van concloure el 1933, amb dues ales a manera de museus diferenciats, anomenades Nelson i Atkins en honor als seus impulsors. Va ser en el seu 50è aniversari, el 1983, quan el museu va fusionar tots dos noms i va passar a anomenar-se Nelson-Atkins. El 2007, a l'edifici antic es va sumar un altre nou, anomenat Bloch Building, emplaçat al parc que envolta al museu i connectat a ell per un passadís cobert.

## Col·leccions
El Museu Nelson-Atkins té més de 33.500 peces, que ofereixen un panorama gairebé enciclopèdic: escultura africana, tèxtils i ceràmiques dels indis americans, 7500 peces de la Xina, pintura i escultura tant de vells mestres com de l'època moderna i contemporània, i una col·lecció d'arts decoratives i «menors» que inclou mobles, objectes de plata, rellotges i armes.

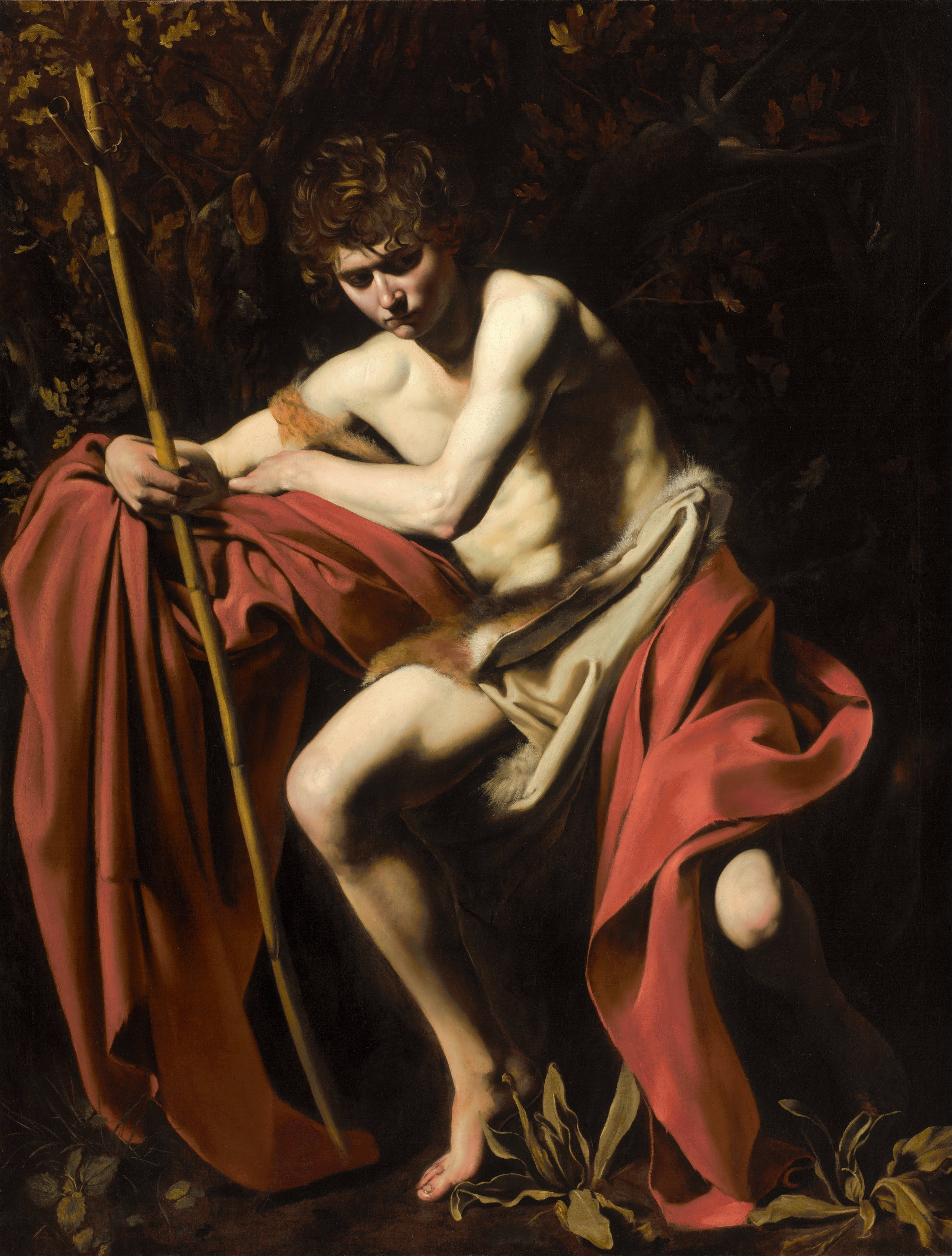
Caravaggio, Sant Joan Baptista en el desert.

La col·lecció de pintura europea entre l'edat mitjana i el segle XIX suma unes 900 obres. La secció italiana destaca amb un Sant Joan Baptista en el desert de Caravaggio i amb el Retrat d'Antonio Perrenot de Granvela pintat per Tiziano, al costat d'exemples de Bronzino (Retrat masculí), Bernardo Strozzi, Guido Reni, Guercino (Sant Lucas mostrant una pintura de la mare de Déu i el seu fill), Giovanni Benedetto Castiglione, Domenico Fetti, Canaletto, Corrado Giaquinto i Francesco Guardi.
El fons dels Països Baixos inclou Mare de Dèu amb el Nen en un interior de Petrus Christus, El martiri de sant Sebastià de Joachim Wtewael, i exemples de Rembrandt (Retrat d'home jove amb barret negre, 1666), Frans Hals i Jan Steen (Interior de fantasia). El gener de 2016, un comitè d'experts dels Paisos baixos va certificar com a original d'El Bosco una petita taula d'aquest museu, Les temptacions de sant Antoni, que abans es creia que era obra de taller.
De l'escola espanyola, destaquen una La Magdalena penitent d'El Greco i una Immaculada de Murillo, i de l'alemanya, Les tres Gràcies de Lucas Cranach el Vell.
La pintura francesa compta amb El triomf de Bacus de Poussin, exemples de Claude Lorrain, Chardin i Boucher, i culmina a finals de l'XIX amb Courbet, Camille Corot, un quadre de nenúfars de Monet, un paisatge de la muntanya de Sainte-Victoire de Cézanne i exemples de Manet, Van Gogh (Les oliveres) i Gauguin. Cal sumar obres sobre paper de Degas, Berthe Morisot i Ingres.
La col·lecció d'art estatunidenc consta de 600 exemples, des del segle xviii fins a la II Guerra Mundial.
La secció d'art modern i contemporani s'exhibeix en dues zones de museu. Les obres anteriors a 1945, de l'expressionisme al surrealisme, es troben a l'edifici principal, mentre que les posteriors ocupen el nou edifici Bloch, en honor als donants Henry H. i Marion Bloch, que el 2015 van donar obres de Toulouse-Lautrec, Seurat i Matisse, entre d'altres genis dels segles XIX i XX. Hi ha a més obres d'Emil Nolde, Kandinsky, Juan Gris, Constantin Brâncuși, Giorgio de Chirico, Marcel Duchamp i Alexander Calder. El museu té a més un ampli fons de Henry Moore, amb 42 maquetes, i 13 grans escultures que s'exposen a l'aire lliure en un parc de la ciutat.
El expressionisme abstracte, l'Art pop, el minimalisme i altres corrents s'exhibeixen al Bloch Building. Hi ha exemples d'autors com Jackson Pollock, Mark Rothko, Willem de Kooning, Andy Warhol, Claes Oldenburg (qui ocupa els jardins amb una instal·lació escultòrica), Sol LeWitt i Anish Kapoor.

## Galeria d'obres destacades

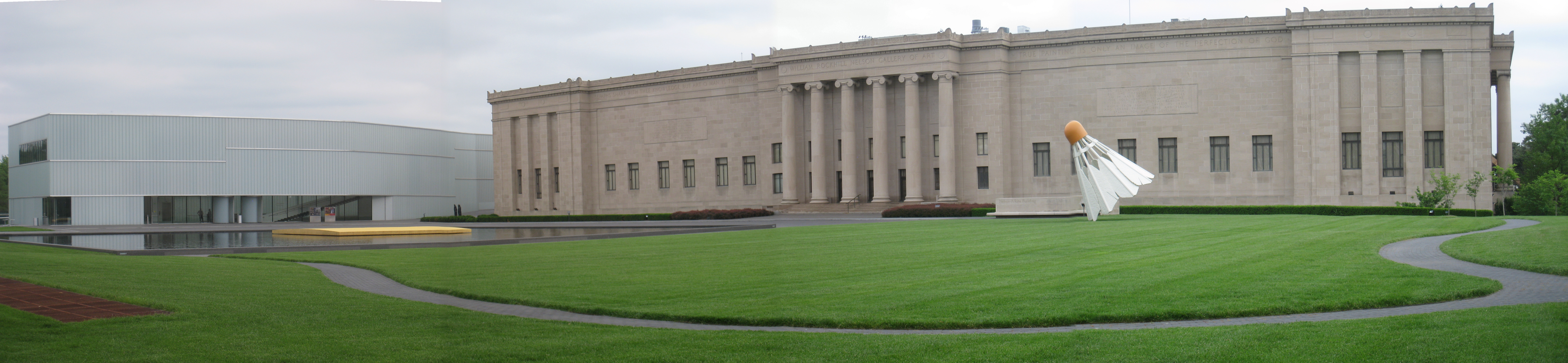
Panoràmica del museu, amb l'ampliació (Bloch Building) a l'esquerra.

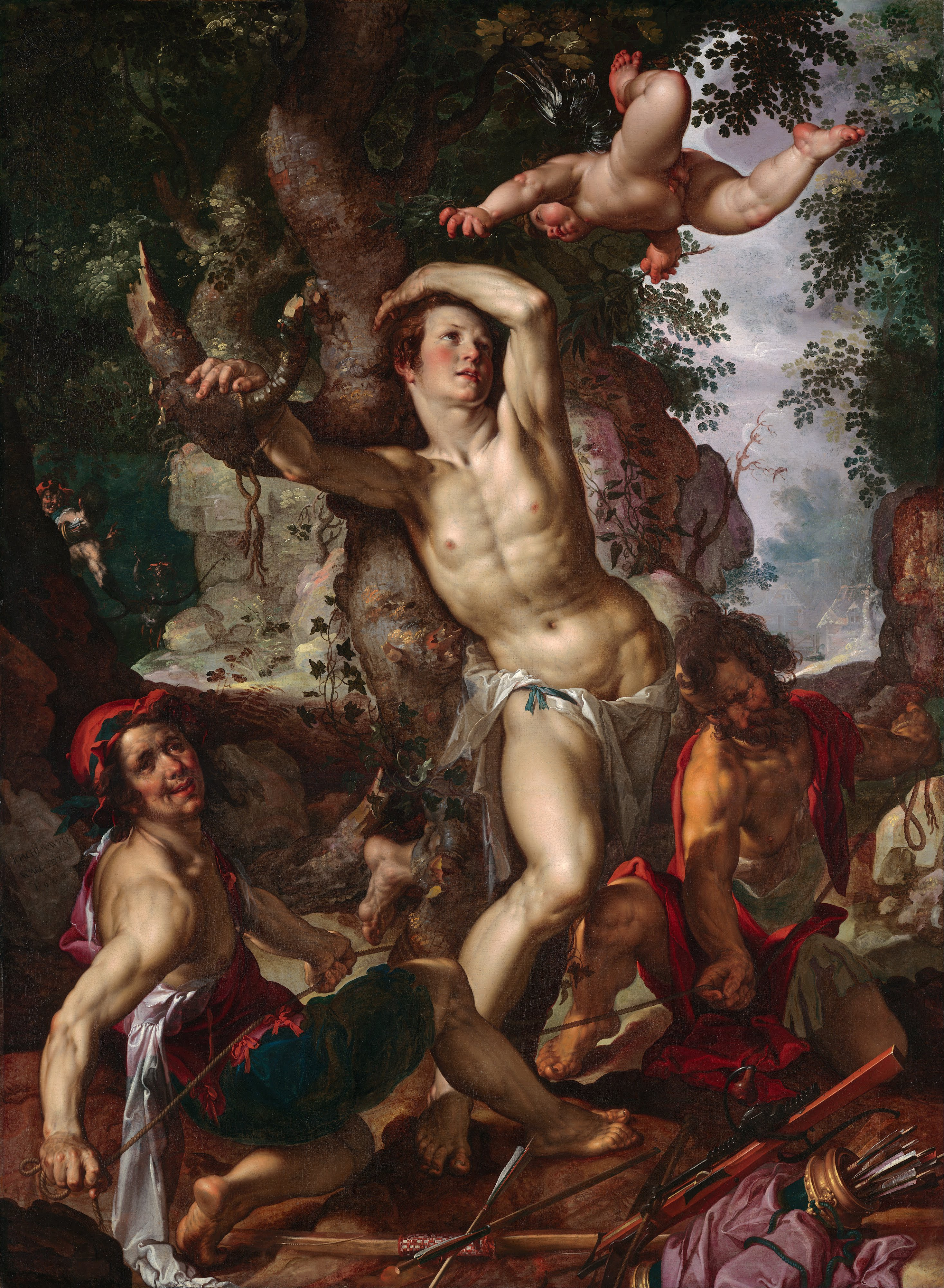
Joachim Wtewael, El martiri de sant Sebastià
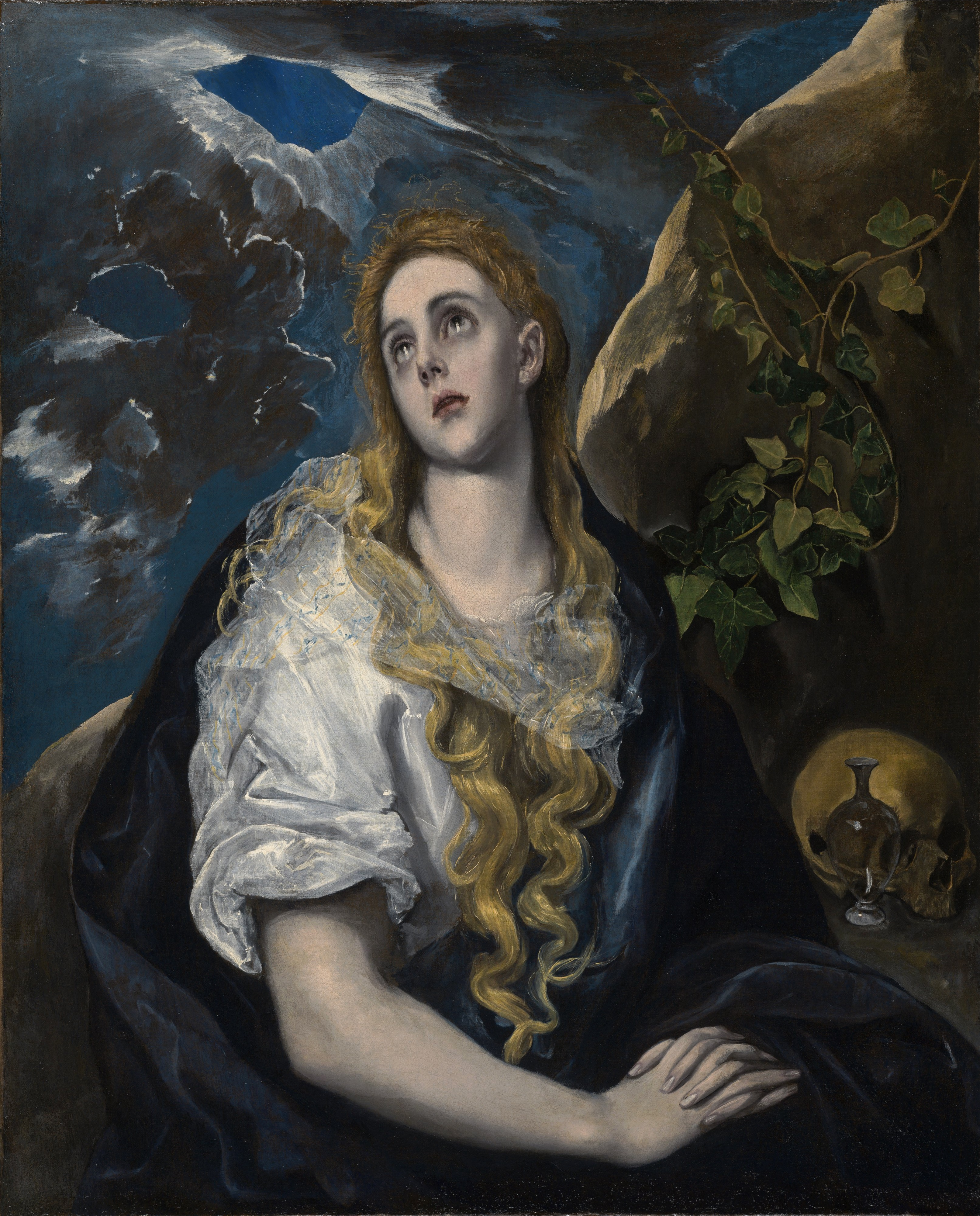
El Greco, La Magdalena penitent
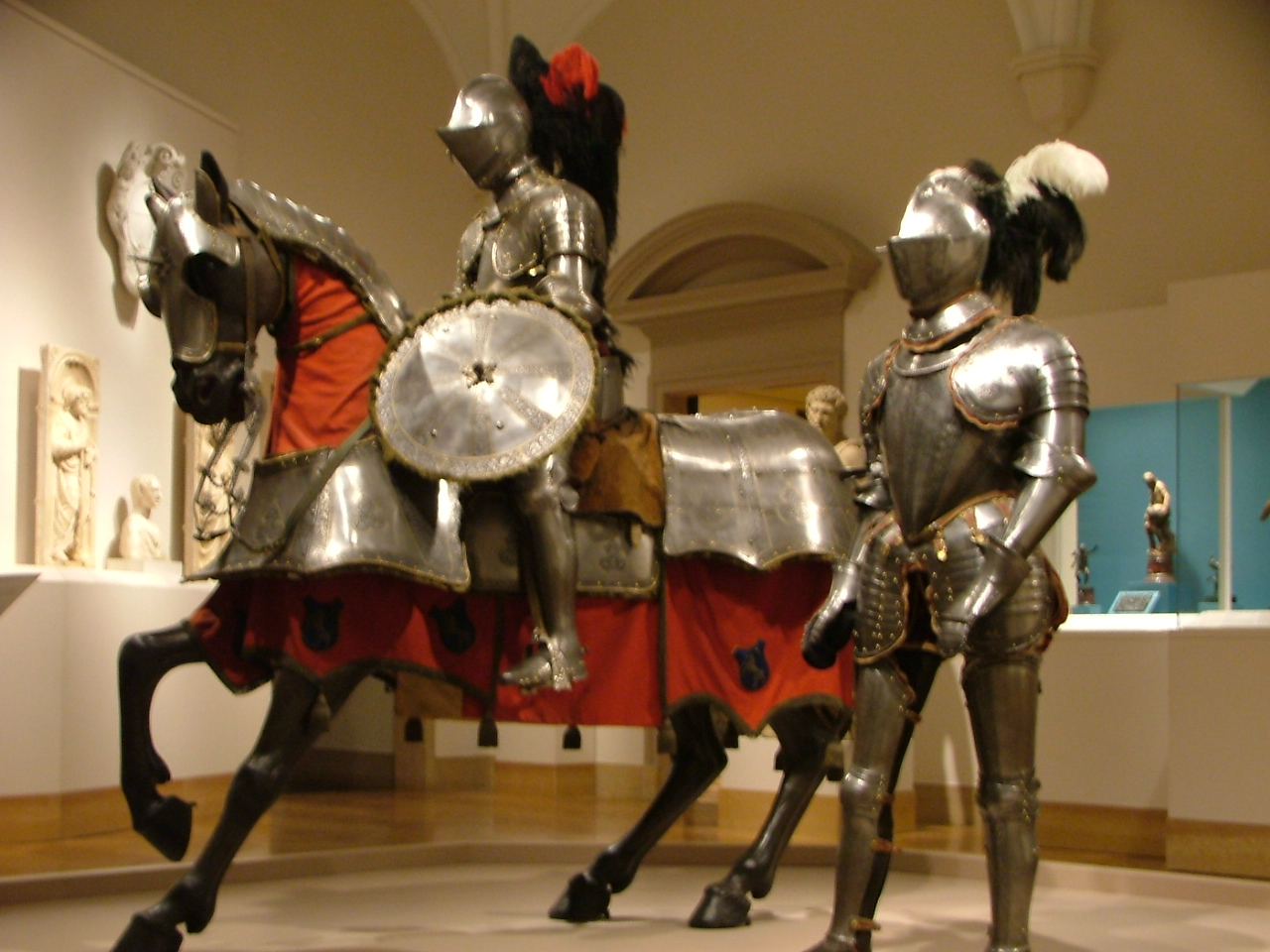
armadures espanyoles
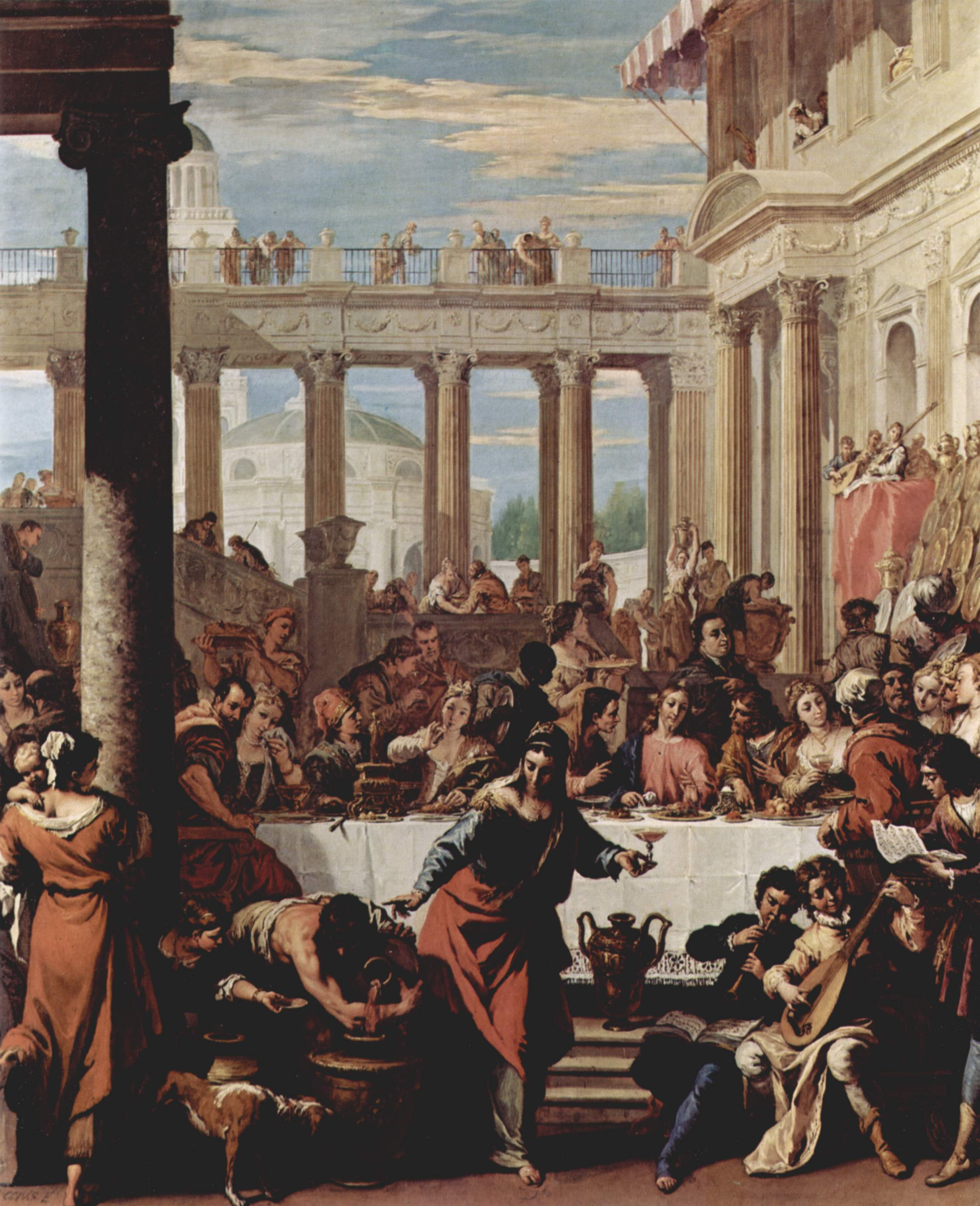
Sebastiano Ricci, Les noces de Canà
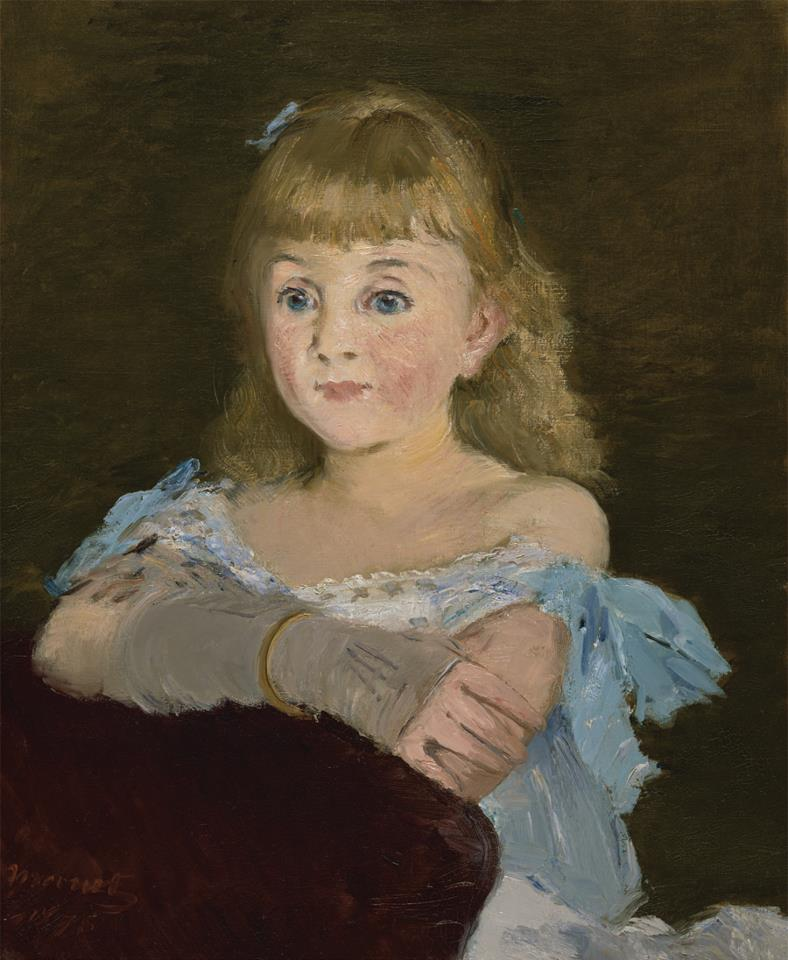
Manet, Retrat de Lina Campineanu
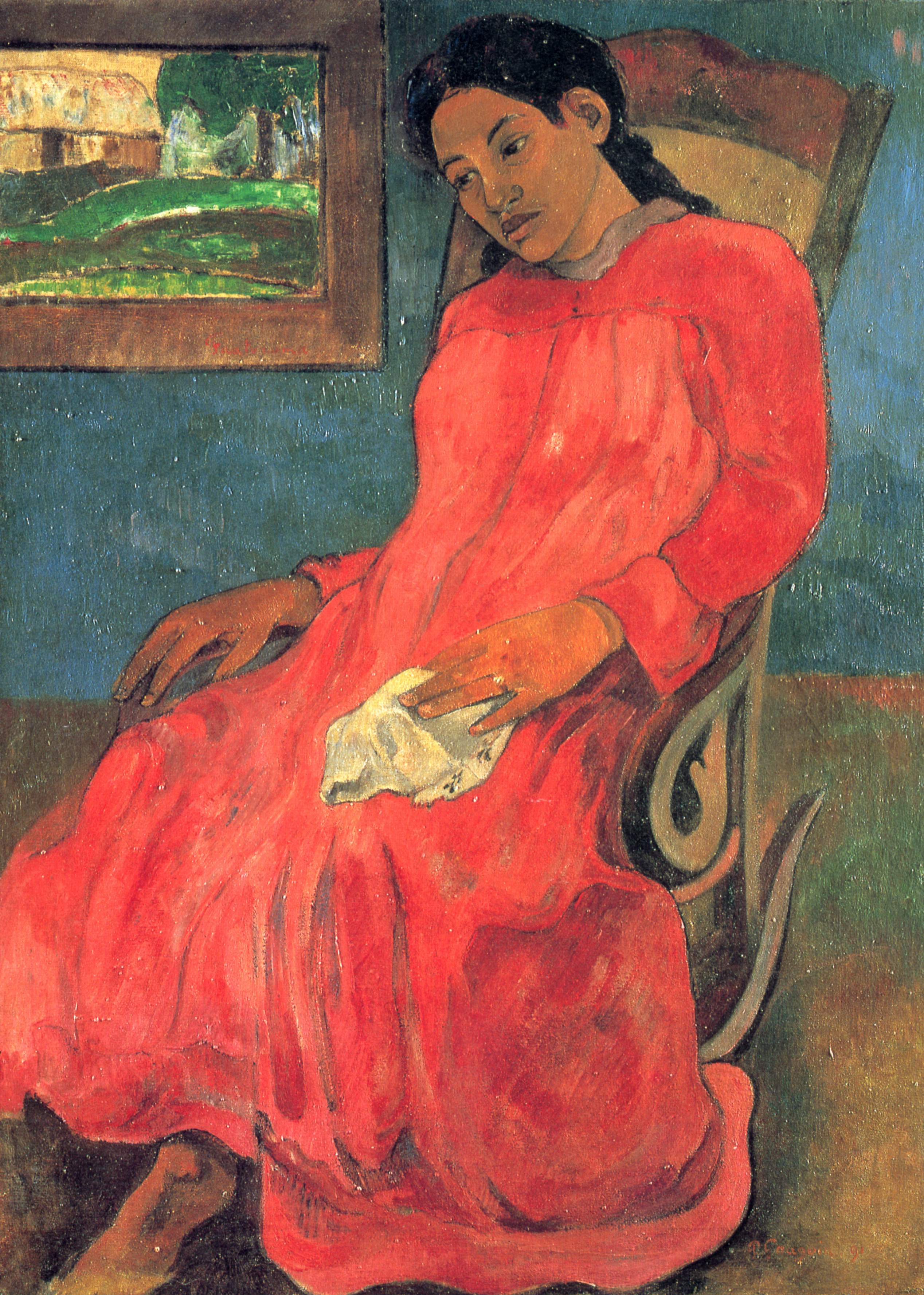
Paul Gauguin, Nativa amb vestit vermell
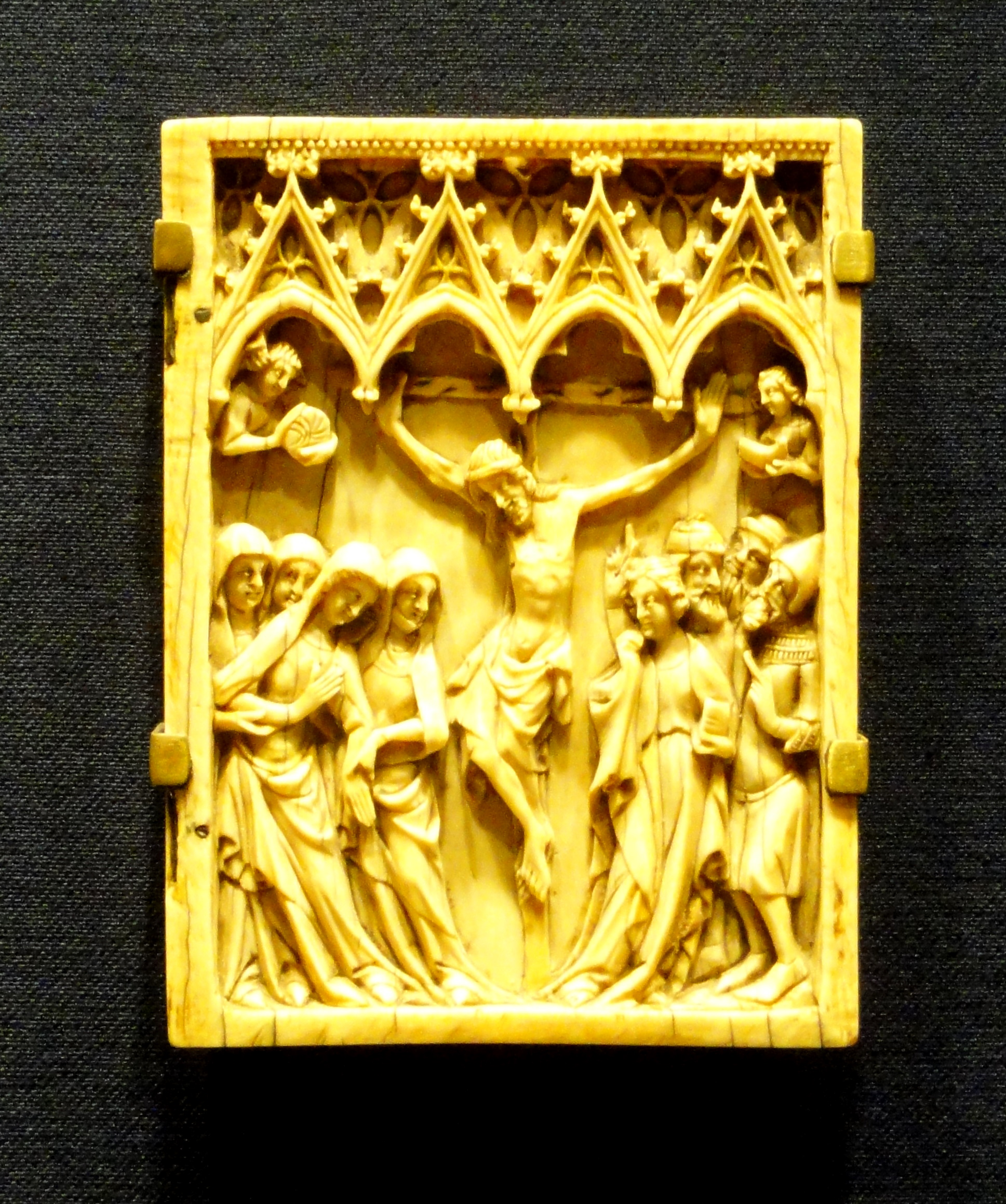
crucifixió